# Mạch cộng
Trong lĩnh vực điện tử, mạch cộng là một mạch điện tử thực hiện việc cộng số. Trong máy tính hiện đại phép cộng nằm bên trọng đơn vị xử lý số luận lý (ALU). Mặc dù các mạch cộng có thể được tạo ra cho nhiều hệ đếm, loại mạch cộng thường dùng nhất hoạt động trên hệ nhị phân.
Trong nhiều máy tính và các loại vi xử lý, bộ cộng không chỉ được sử dụng trong đơn vị logic số hoc, mà còn được sử dụng trong những phần khác của vi xử li, chúng được sử dụng để tính toán các địa chỉ, chỉ số bảng, toán tử tăng và giảm, và các toán tử tương đương.
Mặc dù bộ cộng có thể được xây dựng cho nhiều kiểu số, như Số thập phân mã hóa nhị phân hay excess-3, các bộ cộng thông dụng hoạt động trên số nhị phân.
Trong các trường hợp mà two's complement hay ones' complement được sử đụng để thể hiện số âm, người ta thường biến tấu bộ cộng thành bộ cong– bộ trừ.
Các Cách biểu diễn số có dấu yêu cầu bộ cộng phức tạp hơn.

## Phân loại

### Mạch cộng bán phần

Sơ đồ của mạch bán cộng

Một mạch bán cộng là mạch luận lý thực hiện việc cộng 2 số A và B và xuất ra tổng S và số dư của phép tính C

Bảng chân trị:
| Vào               | Vào               | Ra                | Ra                    |
| {\displaystyle A} | {\displaystyle B} | {\displaystyle S} | {\displaystyle C_{o}} |
| ----------------- | ----------------- | ----------------- | --------------------- |
| 0                 | 0                 | 0                 | 0                     |
| 0                 | 1                 | 1                 | 0                     |
| 1                 | 0                 | 1                 | 0                     |
| 1                 | 1                 | 0                 | 1                     |

### Mạch cộng toàn phần
Một mạch cộng toàn phần là mạch cho phép thực hiện cộng 3 bit nhị phân A, B và Cin (số dư của phép tính trước) và xuất ra 2 số, tổng S và số dư CoutTrước nó

Sơ đồ mạch cộng toàn phần

Sơ đồ theo phương pháp tiếp nối với 4 bit+4 bit

Bảng chân trị:
| Vào               | Vào               | Vào                   | Ra                | Ra                    |
| {\displaystyle A} | {\displaystyle B} | {\displaystyle C_{i}} | {\displaystyle S} | {\displaystyle C_{o}} |
| ----------------- | ----------------- | --------------------- | ----------------- | --------------------- |
| 0                 | 0                 | 0                     | 0                 | 0                     |
| 1                 | 0                 | 0                     | 1                 | 0                     |
| 0                 | 1                 | 0                     | 1                 | 0                     |
| 1                 | 1                 | 0                     | 0                 | 1                     |
| 0                 | 0                 | 1                     | 1                 | 0                     |
| 1                 | 0                 | 1                     | 0                 | 1                     |
| 0                 | 1                 | 1                     | 0                 | 1                     |
| 1                 | 1                 | 1                     | 1                 | 1                     |

## Phép cộng nhiều bit
Có thể tạo mạch logic sử dụng nhiều phép toàn cộng cho N bit số. Sau đây là một số phương pháp cộng nhiều hơn 1 bit nhị phân. 

### Phương pháp tiếp nối
Đầu tiên tính 2 bit đầu tiên thông qua mạch cộng toàn phần, lấy {\displaystyle C_{o}} của phép tính này áp dụng vào {\displaystyle C_{i}} của phép tính sau cho tới hết. Mặc dù đơn giản và dễ thiết kế nhưng sẽ lâu vì phép tính này phải chờ {\displaystyle C_{o}} của phép tính trước

Sơ đồ chip cộng 4 bit 4008 dựa trên phép cộng bán song song

### Phép cộng bán song song
Để giảm thời gian tính toán, kĩ sư nghĩ ra cách nhanh hơn để cộng hai số lại với nhau sử dụng carry lookahead adder. Nó làm việc bằng cách tạo thêm 2 tín hiệu P và G cho mỗi vị trí bit, dựa trên khi nào carry truyền qua từ vị trí thấp hơn. Trong mọi trường hợp, P là phép bán cộng của đầu vào và G là carry của phép tổng.